# ウンボ
ウンボ（Umbo; 本名Otto Maximilan Umbehr オットー・マクシミリアン・ウンベーア（ウンベールまたはウムベール）; 1902年-1980年）は、戦間期に主として活躍した、ドイツの写真家。デュッセルドルフに生まれ、ハノーヴァーに没する。
建築・美術学校のバウハウスにてデザインと絵画を学ぶ。写真はバウハウスを離れた後に独学した。前衛的な写真作品を制作するとともに、フォトジャーナリストの草分けとして、報道写真も多く制作した。ドイツの写真エージェンシー「デフォト」の重要なメンバーでもあった。
前衛的な作品としては、一般に構成主義的であり、フォトモンタージュ（多重露光を含む）を多用している。その一方で、シュルレアリスムを感じさせる作品も多い。

## 外部サイト
- 作品図版：、、
- The Metropolitan Museum of Artによるウンボの作品の紹介 Mystery of the Street, 1928
- San Francisco Museum of Modern Artによる紹介 Potsdamer Platz, Berlin, 1935
  - San Francisco Museum of Modern Artによる紹介2